# Fundusze Promocji Produktów Rolno-Spożywczych
Fundusze Promocji Produktów Rolno-Spożywczych – środki wsparcia finansowego na działania informacyjno-promocyjne, prowadzone przez stowarzyszenia branżowe i handlowe, mające na celu pomoc w rozwoju ich działalności.

## Regulacje europejskie w sprawie działań informacyjnych i promocyjnych produktów rolnych z 2000 r.
Rozporządzeniem Rady (WE) z 2000 r. w sprawie działań informacyjnych i promocyjnych dotyczących produktów rolnych na rynku wewnętrznym przyjęto, że Wspólnota może finansować w całości lub częściowo działania informacyjne i promocyjne dotyczące produktów rolnych i metod ich produkcji oraz produktów spożywczych. Działania nie mogą być ukierunkowane na konkretną markę ani zachęcać do konsumpcji produktu ze względu na jego określone pochodzenie. Przepis nie wyklucza możliwości podawania pochodzenia produktu objętego działaniami w przypadku nazw nadawanych na mocy przepisów wspólnotowych.
Działania informacyjne i promocyjne obejmowały:
- działania związane z public relations, promocją i reklamą, które w szczególności koncentrują się na istotnych cechach i zaletach wspólnotowych produktów, w szczególności ich jakości i bezpieczeństwie, specyfice metod produkcji, wartości odżywczej i zdrowotnej, etykietowaniu, wysokich standardach ochrony zwierząt i poszanowaniu środowiska;
- uczestnictwo w pokazach, targach i wystawach o znaczeniu krajowym bądź europejskim mające na celu polepszenie wizerunku produktów wspólnotowych;
- programy informacyjne, dotyczące w szczególności systemów wspólnotowych obejmujących chronioną nazwę pochodzenia (PDO), chronione oznaczenie geograficzne (PGI), tradycyjne specjalności gwarantowane (GTS), produkcję ekologiczną, etykietowania oraz innych symboli graficznych określonych w ustawodawstwie, w szczególności dla odległych regionów geograficznych;
- programy informacyjne dotyczące wspólnotowych systemów odnoszących się do jakości win produkowanych w określonych regionach (win o kontrolowanej jakości, posiadających geograficzne oznaczenie miejsca pochodzenia), win mających oznaczenie geograficzne oraz napojów spirytusowych mających oznaczenie geograficzne lub zastrzeżone tradycyjne oznaczenie;
- badania mające na celu dokonanie oceny wyników działań informacyjnych i promocyjnych.

Do celów promocji na rynku wewnętrznym Komisja określiła procedury określające założenia strategiczne, które zawierają ogólne wskazania dotyczące:
- określenie celów i ukierunkowania działań;
- wskazania jednego lub więcej tematów będących podmiotem wybranych środków;
- przyjęcie rodzaju działań, jakie mają zostać podjęte;
- wskazanie okresu obowiązującego programu;
- określenie orientacyjnego rozdzielenia środków finansowych, stanowiących wkład w rozbiciu na rynki i rodzaj środków działania, sumy dostępnej jako wkład Wspólnoty w program.

## Regulacje europejskie w sprawie działań informacyjnych i promocyjnych produktów rolnych z 2007 r.
W rozporządzeniu Rady (WE) z 2007 r. w sprawie działań informacyjnych i promocyjnych dotyczących produktów rolnych rozszerzono regulacje o kraje trzecie. Decyzja o rozszerzenie promocji na kraje trzecie wynikała ze zdobytego doświadczenia, perspektywy rozwoju sytuacji na rynku zarówno wewnątrz Wspólnoty, jak i poza nią, a także nowego kontekstu handlu międzynarodowego.
Nowe działania informacyjne i promocyjne obejmowały:
- działania związane z kreowaniem wizerunku firmy, promocją i reklamą, które w szczególności podkreślają istotne cechy i zalety produktów wspólnotowych, zwłaszcza w zakresie jakości i bezpieczeństwa artykułów spożywczych, specyfiki metod produkcji, wartości odżywczych i zdrowotnych, etykietowania, dobrostanu zwierząt i poszanowania środowiska;
- kampanie informacyjne, dotyczące w szczególności systemów wspólnotowych obejmujących chronioną nazwę pochodzenia (AOP), chronione oznaczenie geograficzne (IGP), tradycyjne specjalności gwarantowane (STG) i produkcję ekologiczną, a także innych systemów wspólnotowych dotyczących norm jakości i etykietowania produktów rolnych i artykułów spożywczych oraz innych symboli graficznych określonych w mających zastosowanie przepisach prawa wspólnotowego; - działania informacyjne dotyczące wspólnotowych systemów odnoszących się do jakości win produkowanych w określonych regionach (win o kontrolowanej jakości, posiadających geograficzne oznaczenie miejsca pochodzenia), win mających oznaczenie geograficzne oraz napojów spirytusowych mających oznaczenie geograficzne lub zastrzeżone tradycyjne oznaczenie;
- badania mające na celu dokonanie oceny wyników działań informacyjnych i promocyjnych.

Kampanie promocyjne poświęcone europejskim produktom rolnym miały otwierać nowe możliwości rynkowe dla unijnych rolników i przemysłu spożywczego, jak również pomagać im w rozwoju prowadzonej przez nich działalności.
Istniały trzy rodzaje działań promocyjnych:
- prowadzone przez europejskie stowarzyszenia handlowe i branżowe, współfinansowane przez UE;
- prowadzone bezpośrednio przez samą UE, z. inicjatywy dyplomatycznej komisarzy w państwach spoza UE, na rzecz rozwoju handlu produktami rolno-spożywczymi,
- udział w targach oraz kampanie informacyjne.

## Regulacje europejskie w sprawie działań informacyjnych i promocyjnych produktów rolnych z 2014 r.
Rozporządzeniem Parlamentu Europejskiego i Rady z 2014 r. dokonano nowelizacji rozporządzenia Rady (WE) z 2007 roku. W rozporządzeniu ustalono, że celem głównym działań informacyjnych i promocyjnych jest zwiększenie konkurencyjności unijnego sektora rolnego.
Celami szczegółowymi działań informacyjnych i promocyjnych było:
- podniesienie wiedzy o zaletach unijnych produktów rolnych i wysokich standardach stosowanych w Unii do metod produkcji;
- zwiększenie konkurencyjności i spożycia unijnych produktów rolnych i niektórych artykułów spożywczych oraz zwiększenie ich widoczności zarówno w Unii Europejskiej, jak i poza nią;
- podniesienie wiedzy o unijnych systemach jakości i ich lepsza rozpoznawalność;
- zwiększenie udziału unijnych produktów rolnych i niektórych artykułów spożywczych w rynku, ze szczególnym uwzględnieniem rynków w państwach trzecich o największym potencjale wzrostu;
- przywrócenie normalnych warunków rynkowych w przypadku poważnych zakłóceń na rynku, utraty zaufania konsumentów lub innych szczególnych problemów.

Działania informacyjne i promocyjne miały służyć:
- podkreślaniu specyfiki metod unijnej produkcji rolnej, w szczególności w odniesieniu do bezpieczeństwa żywności, identyfikowalności, autentyczności, oznakowaniu, wartości odżywczych i zdrowotnych, dobrostanu zwierząt, poszanowaniu środowiska i zrównoważonego charakteru oraz cech produktów rolnych i środków spożywczych, zwłaszcza w zakresie ich jakości, smaku, różnorodności lub tradycji;
- podnoszeniu wiedzy o autentyczności europejskich chronionych oznaczeń pochodzenia, chronionych oznaczeń geograficznych oraz gwarantowanych tradycyjnych specjalności.
- działania te powinny polegać w szczególności na działaniach public relations oraz kampaniach informacyjnych i mogą również przyjmować formę uczestnictwa w wydarzeniach, targach i wystawach o znaczeniu krajowym, europejskim i międzynarodowym.

Główne zasady unijnej polityki promocji produktów rolno-spożywczych dotyczyły:
- unijnego poziomu finansowania do 70% kosztów kwalifikowalnych w przypadku programów prostych realizowanych na rynku wewnętrznym UE;
- do 80% – w przypadku programów prostych, realizowanych na rynkach krajów trzecich oraz w przypadku programów, w których uczestniczy wiele państw;
- do 85% – przy udziale UE w finansowaniu programów kryzysowych.

## Właściwości krajowej ustawy o funduszach promocji produktów rolno-spożywczych z 2009 r.
Ustawa z 2009 r. o funduszach promocji produktów rolno-spożywczych regulowała tworzenie, zadania, zasady finansowania, organizację i funkcjonowanie funduszy promocji.
Tworzone fundusze miały na celu wspieranie działań zmierzających do przywrócenie normalnych warunków rynkowych w sytuacji, gdy powstały poważne zakłócenia na rynku, gdy zachodziła obawa utrata zaufania konsumentów lub przy innych szczególnych problemach związanych z rynkiem rolnym. 
Fundusze promocji miały na celu wspierania marketingu rolnego, a ponadto realizować inne ważne działania dla sektora rolno-spożywczego.
Wśród innych celów i zadań funduszy promocji produktów rolno-spożywczych wymieniano:
- wspieranie działań mających na celu informowania o jakości i cechach produktów rolno-spożywczych;
- wspieranie udziału w wystawach i targach związanych z daną branżą;
- wspieranie badań naukowych i prac rozwojowych, mających na celu poprawę jakości produktów rolno-spożywczych, prowadzących do wzrostu spożycia;
- prowadzenie szkoleń producentów i przetwórców w zakresie ich specjalizacji;
- wspierania działalności krajowych organizacji branżowych, w tym przedstawicieli, biorących udział w pracach specjalistycznych stałych i roboczych komitetów organizacji międzynarodowych lub będących członkami stałych organów tych organizacji, zajmującymi się problemami rynku produktów rolno-spożywczych.

### Rodzaje funduszy promocji produktów rolno-spożywczych
W celu wspieranie marketingu, wzrostu spożycia i promocji produktów rolno-spożywczych utworzono następujące fundusz promocji:
- Fundusz Promocji Mleka;
- Fundusz Promocji Mięsa Wieprzowego;
- Fundusz Promocji Mięsa Wołowego;
- Fundusz Promocji Mięsa Końskiego;
- Fundusz Promocji Mięsa Owczego;
- Fundusz Promocji Ziarna Zbóż i Przetworów Zbożowych;
- Fundusz Promocji Owoców i Warzyw;
- Fundusz Promocji Mięsa Drobiowego;
- Fundusz Promocji Ryb;
- Fundusz Promocji Roślin Oleistych[a].

### Finansowanie funduszy promocji produktów rolno-spożywczych
Do wpłat na fundusz promocji zobowiązane są wszystkie podmioty funkcjonujące w sferze produktów rolno-spożywczych, przy czym stawki płatności były zróżnicowane, w tym:
- na fundusz mleka wpłaty dokonują podmioty skupujące mleko, w wysokości 0,001 zł od każdego skupionego kilograma mleka;
- wpłaty na fundusze promocyjne naliczane są w wysokości 0,1% wartości netto, od następujących rzeczy ruchomych, będących przedmiotem czynności podlegających opodatkowaniu podatkiem od towarów i usług, w tym – świnie żywe, bydło i cielęta żywe, konie żywe, owce żywe, zboża, owoce i warzywa, drób żywy, ryby – które zwane zostały dalej „towarami”.

### Obwieszczenie Marszałka Sejmu w sprawie funduszy promocji produktów rolno-spożywczych z 2025 r.
Obsługę funduszy promocji produktów rolno-spożywczych prowadzi Dyrektor Generalny Krajowego Ośrodka Wsparcia Rolnictwa, który:
- dysponuje środkami funduszy promocji na podstawie uchwał komisji zarządzających,
- zapewnia obsługę prawną oraz techniczno-biurową funduszy i komisji,
- sporządza sprawozdania z wykonania planu finansowego funduszy,
- ustala w drodze decyzji wysokości wpłat na Fundusz Promocji Mleka,
- odmawia realizacji uchwał komisji zarządzających niezgodnych z przepisami prawa.